# Удмуртский Порез
Удмуртский Порез — опустевшая деревня в Унинском районе Кировской области.

## География
Располагается на расстоянии примерно 19 км по прямой на запад-юго-запад от райцентра поселка Уни.

## История
Была известна с 1873 года как деревня Вотско-Порезская, где было отмечено дворов 36 и жителей 273, в 1905 38 и 229, в 1926 (деревня Вотский Порез или Еликеевщина) 41 и 212 (удмурты 200), в 1950 45 и 171, в 1989 году проживало 18 человек. Настоящее название утвердилось с 1950 года. До 2021 года входила в состав Порезского сельского поселения до его упразднения.

## Население
Постоянное население  не было учтено как в 2002 году, так и в 2010.